# Karang Anyer (Gunung Maligas)
Karang Anyer is een bestuurslaag in het regentschap Simalungun van de provincie Noord-Sumatra, Indonesië. Karang Anyer telt 5480 inwoners (volkstelling 2010).